# Gemfibrozyl
Gemfibrozyl (łac. gemfibrozilum) – organiczny związek chemiczny, lek hipolipemiczny. Wpływa normująco na stężenie tłuszczów w osoczu, obniża poziom cholesterolu LDL oraz triglicerydów, zwiększa poziom cholesterolu HDL.

## Farmakokinetyka
Gemfibrozyl dobrze wchłania się z przewodu pokarmowego. Największe stężenie w osoczu krwi osiąga po 1–2 godzin. Biologiczny okres półtrwania wynosi około 1,5 godziny.

## Wskazania
- duże stężenie cholesterolu LDL
- hipertrójglicerydemia

## Przeciwwskazania
- nadwrażliwość na lek
- zaburzenia czynności wątroby lub nerek
- zmiany mięśniowe o charakterze miopatii

## Działania niepożądane
- bóle brzucha
- nudności
- wymioty
- biegunka
- bóle i zawroty głowy
- bóle mięśni i stawów
- skórne reakcje alergiczne
- zaburzenia snu
- zmęczenie
- niepokój
- zmiany w obrazie krwi

## Preparaty
W Polsce żaden preparat zawierający gemfibrozyl nie jest dopuszczony do obrotu (stan na wrzesień 2024). Preparaty zawierające tę substancję były uprzednio dostępne pod różnymi nazwami handlowymi, np. Gemfibral, Lipozil.

## Dawkowanie
Doustnie. Dawkę oraz częstotliwość przyjmowania leku ustala lekarz. Zwykle 900–1200 mg na dobę w dwóch dawkach podzielonych na pół godziny przed posiłkiem porannym i wieczornym.